# Andrej Hodek
Andrej Hodek (Bratislava, 24 maggio 1981) è un calciatore slovacco, centrocampista del Slovenský Grob.

## Carriera

### Club

#### Petržalka
Debutta con il Petržalka l'11 luglio 2009 nella sconfitta casalinga per 0-1 contro il Tatran Prešov.
Fa il primo gol con il Petržalka il 15 agosto 2009 nel pareggio fuori casa per 1-1 contro lo Slovan Bratislava.
Segna la sua prima doppietta con il Petržalka il 17 ottobre 2010 nella vittoria casalinga per 7-0 contro il Dubnica.

#### Zbrojovka Brno
Debutta con lo Zbrojovka il 27 febbraio 2010 nella vittoria casalinga contro lo Slovan Liberec.
Fa il suo primo gol con lo Zbrojovka Brno la giornata successiva nella vittoria fuori casa per 0-2 contro lo Slovácko.

#### ViOn Zlaté Moravce
Fa il suo esordio con gol il 30 luglio 2011 nella vittoria casalinga per 2-1 contro il DAC Dunajská Streda al 21' minuto prima di essere sostituito al 64' da Adrian Candrak.